# U-51号潜艇 (1915年)
陛下之51号潜艇是德意志帝国海军建造的一艘潜艇或称U艇。它由基尔的日耳曼尼亚船厂承建，于1915年11月25日下水，至1916年2月24日交付使用。U-51号是在第一次世界大战期间服役的329艘德国潜艇之一，但在其仅有的一次巡逻中，并无取得任何战果。1916年7月14日，该艇在埃姆斯河口附近海面遭英国潜艇H5号击沉，共造成34名船员阵亡。

## 设计
作为战时动员型潜艇的组成部分，U-51至U-56号批次的技术参数与早前但泽帝国船厂生产的U-43至U-50号大致相同，但在推进力和航速上有所提高。U-51号的全长为65.2米；舷宽6.44米，当中的耐压壳体宽为4.05米；有3.64米的吃水深度。艇只的水上排水量为715吨，水下为902吨。
艇只搭载有可在水上使用的两台猛狮六缸四冲程柴油发动机，总功率为2,400匹公制馬力（1,765千瓦特）；以及可在水下使用的西门子-舒克特双电动发电机，总功率为1,200匹公制馬力（883千瓦特）。这些发动机用以驱动双轴、每根轴各一个的直径1.6米长螺旋桨，从而使艇只在水上的最高速度达17.1節（31.7每小時），在水下的最高航速为每小时9.1節（16.9每小時）。U-51号可以8節（15每小時）的速度在水上巡航9,400海里（17,400），或以5節（9.3每小時）的速度在水下巡航55海里（102）。它的潜航深度为50米。
U-51号装备了四具直径为500毫米的鱼雷发射管，其中艏、艉各两具，并可携带合共7枚G6型鱼雷。辅助武器为两门88毫米30倍径速射炮。其标准船员编制为4名军官和32名水兵。

## 历史
U-51号是由德意志帝国海军于1914年8月23日向基尔的日耳曼尼亚船厂订购。它自1914年12月19日开始铺设龙骨，1915年11月25日下水，至1916年2月24日在首任暨唯一一任艇长、海军上尉瓦尔特·伦佩尔的指挥下正式交付使用。入役后，U-51号在1916年5月25日之前都隶属于第一潜艇区舰队；自同年5月25日则改为编入第二潜艇区舰队。
据英国情报部门40号室的监控记录显示，在第一次世界大战期间，U-51号曾于1916年5月2日至6日期间在北海执行过一次巡逻任务，在两架齐柏林飞艇的护送下与U-70号潜艇一起前往汉斯特霍尔姆。日德兰海战期间，它于1916年5月16日至6月3日又再次在北海出没。当时它曾向英国战列舰厌战号发射两枚鱼雷，但均未命中。

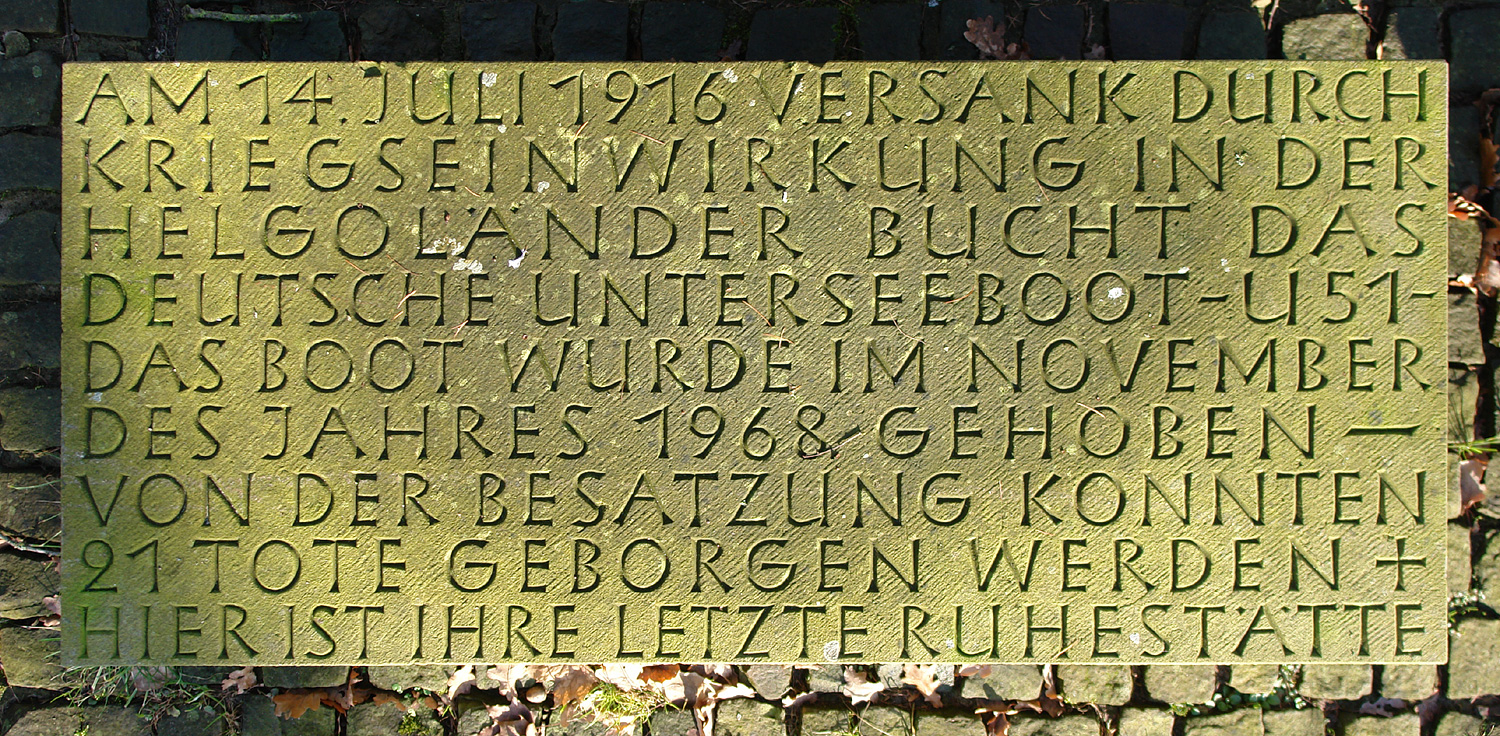
不来梅的纪念碑

1916年7月14日，U-51号在埃姆斯河口附近的53°56′N 7°55′E / 53.933°N 7.917°E处遭英国潜艇H5号击沉。后者的艇长瓦利上尉（H. Varley）当时并未收到英国海军部对该海域的任务命令。但出于“无聊”，H5号离开了分配给它的行动区域，进入更有希望取得战功的水域。在其射出的两枚鱼雷中，有一枚击中了U-51号的司令塔下部。尽管瓦利身处敌方水域，但他还是希望将德国幸存者带回英国，作为击沉敌艇的证据。然而，H5号随即遭到了两艘德国鱼雷艇的攻击，被迫下潜，并在经过数小时的追击后才得以逃脱。
另一方面，U-51号的18名幸存者和指挥官挤进了艇艏区域。由于缺乏足够的救生用具，他们在等待中缓缓窒息而亡。四个小时后，他们试图离开，但艇艏中只有2人到达了水面。另外3名人从艇艉的舱室逃脱，其中1人在浮出水面时死亡。艇只于1968年11月被打捞上岸。21名死者被寻获并埋葬在不来梅的奥斯特霍尔茨公墓。那里还设有一座纪念碑，以纪念这次灾祸和遇难的船员。

## 脚注
1. ↑  Gröner，第8-10頁.
2. 1 2  Helgason, Guðmundur. . German and Austrian U-boats of World War I - Kaiserliche Marine - Uboat.net.   [16 March 2015].
3. 1 2 3  陈进，第71頁.
4. ↑  Herzog，第48頁.
5. ↑  National Archives, Kew: HW 7/3, Room 40, History of German Naval Warfare 1914–1918
6. ↑  Bendert.
7. ↑  Helgason, Guðmundur. . German and Austrian U-boats of World War I - Kaiserliche Marine - Uboat.net.   [16 March 2015].